# Sulop
Sulop is een gemeente in de Filipijnse provincie Davao del Sur op het eiland Mindanao. Bij de laatste census in 2007 had de gemeente ruim 29 duizend inwoners.

## Geografie

### Bestuurlijke indeling
Sulop is onderverdeeld in de volgende 30 barangays:
| - Balasinon - Buguis - Carre - Clib - Harada Butai - Katipunan - Kiblagon - Labon - Laperas - Lapla - Litos - Luparan - Mckinley | - New Cebu - Osmeña - Palili - Parame - Poblacion - Roxas - Solongvale - Tagolilong - Tala-o - Talas - Tanwalang - Waterfall |

## Demografie
Sulop had bij de census van 2007 een inwoneraantal van 29.082 mensen. Dit zijn 1.742 mensen (6,4%) meer dan bij de vorige census van 2000. De gemiddelde jaarlijkse groei komt daarmee uit op 0,86%, hetgeen lager is dan het landelijk jaarlijks gemiddelde over deze periode (2,04%). Vergeleken met de census van 1995 is het aantal mensen met 3.114 (12,0%) toegenomen.

De bevolkingsdichtheid van Sulop was ten tijde van de laatste census, met 29.082 inwoners op 155,26 km², 187,3 mensen per km².